# Kreis Covasna

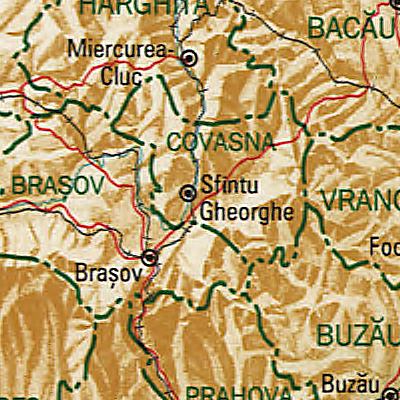
Karte des Kreises Covasna

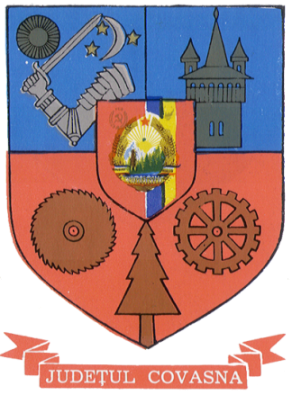
Wappen des Kreises Covasna, zur Zeit des Realsozialismus

Covasna (Ausspracheⓘ) ist ein rumänischer Kreis (Județ) in der Region Siebenbürgen (Transsilvanien) mit der Kreishauptstadt Sfântu Gheorghe. Seine gängige Abkürzung und das Kfz-Kennzeichen sind CV.
Der Kreis Covasna grenzt im Norden an den Kreis Harghita, im Nordosten an den Kreis Bacău, im Osten an den Kreis Vrancea, des Weiteren im Osten als auch im Süden an den Kreis Buzău und im Westen sowie im Südwesten an den Kreis Brașov.

## Bevölkerung
Covasna ist nach Einwohnern der kleinste Kreis Rumäniens. Die Einwohnerzahl einiger Ethnien im Kreis Covasna entwickelte sich ab 1930 wie folgt:
| Jahr | Einwohner | Rumänen | Magyaren | Deutsche | Roma  | Lipowaner | Slowaken | Juden |
| ---- | --------- | ------- | -------- | -------- | ----- | --------- | -------- | ----- |
| 1930 | 152.563   | 30.405  | 116.961  | 813      | 3.080 | 108       | 119      | 709   |
| 1956 | 172.509   | 31.416  | 136.388  | 444      | 3.450 | 42        | 13       | 116   |
| 1966 | 176.858   | 34.099  | 140.472  | 277      | 1.465 | 39        | 2        | 37    |
| 1977 | 199.017   | 38.948  | 156.120  | 276      | 3.522 | 27        | 1        | 34    |
| 1992 | 233.256   | 54.586  | 175.502  | 252      | 2.641 | 27        | -        | 21    |
| 2002 | 222.449   | 51.790  | 164.158  | 198      | 5.973 | 13        | 4        | 19    |
| 2011 | 210.177   | 45.021  | 150.468  | 114      | 8.267 | 9         | 2        | 12    |
| 2021 | 200.042   | 42.752  | 133.444  | 73       | 9.504 | 6         | 3        | 6     |

- Bemerkung: Unter den Magyaren ist hier im Kreis Covasna auch die Anzahl der Szekler aufgeführt.

## Geographie
Der Kreis hat eine Gesamtfläche von 3705 km², dies entspricht 1,55 % der Fläche Rumäniens. Im Südosten vom Siebenbürgischen Becken gelegen, befindet sich der Kreis Covasna im Bodoc- sowie im Baraolt-Gebirge und wird in Nord-Süd-Richtung vom Fluss Olt (Alt) durchquert.

## Städte und Gemeinden

### Status der Ortschaften
Der Kreis Covasna besteht aus offiziell 128 Ortschaften. Davon haben fünf den Status einer Stadt, 40 den einer Gemeinde und die übrigen sind administrativ den Städten und Gemeinden zugeordnet.

### Größte Orte
| Stadt/Gemeinde                                             | Einwohner |
| ---------------------------------------------------------- | --------- |
| Sfântu Gheorghe (dt. Sankt Georgen, ung. Sepsiszentgyörgy) | 50.080    |
| Târgu Secuiesc (dt. Szekler Neumarkt, ung. Kézdivásárhely) | 16.243    |
| Covasna (dt. Kovasna, ung. Kovászna)                       | 09.208    |
| Întorsura Buzăului (dt. Bodsau, ung. Bodzaforduló)         | 08.332    |
| Baraolt (ung. Barót)                                       | 07.730    |
| Vâlcele (ung. Előpatak)                                    | 05.559    |
| Zagon (ung. Zágon)                                         | 04.924    |
| Brăduț (ung. Bardóc)                                       | 04.923    |
| Ghelința (dt. Gelentz, ung. Gelence)                       | 04.917    |
| Sita Buzăului (ung. Szitabodza)                            | 04.722    |
| Bățani (ung. Nagybacon)                                    | 04.588    |
| Sânzieni (ung. Kézdiszentlélek)                            | 04.408    |
| Zăbala (dt. Gebissdorf, ung. Zabola)                       | 04.332    |
| Ozun (dt. Usendorf, ung. Uzon)                             | 04.213    |
| (Stand: 1. Dezember 2021)                                  |           |